# Hereo de Pérgamo
El templo de Hera Basileia era un antiguo templo griego dedicado a Hera en Pérgamo, en Asia Menor, en la actual Turquía. Sus ruinas forman parte del Patrimonio mundial de la Unesco de Pérgamo y su paisaje cultural de múltiples fases.
El templo se construyó en el periodo helenístico, durante la dinastía atálida que gobernaba Pérgamo. Más concretamente, se data en el reinado de Atalo II, entre el 159 y el 138 a. C., según una inscripción de propiedad encontrada en sus planos arquitectónicos.
El templo estaba situado en la ladera sur de la acrópolis de la ciudad, al norte del gimnasio de Pérgamo. Era un templo próstilo tetrástilo, es decir, con cuatro columnas en su fachada, y representaba el estilo dórico. Las partes visibles del edificio eran de mármol y las otras de andesita. El tamaño de la cella del templo era de 5,8 × 6,8 metros. Había una estatua de culto en la parte trasera y estatuas en las paredes laterales. Solo los pedestales han sobrevivido. El suelo estaba decorado con mosaicos.
Una escalera de 12 peldaños conducía al templo. El templo estaba conectado a una zona del santuario, que incluía una exedra de unos 6 m de diámetro en el lado oeste del templo. Las ruinas han sido restauradas. Algunos de los elementos decorativos del templo se encuentran en el Museo de Pérgamo.